# Biatlo nos Jogos Paralímpicos de Inverno de 2010 - Perseguição feminino
As competições femininas de perseguição do biatlo nos Jogos Paraolímpicos de Inverno de 2010 foram disputadas no Parque Paraolímpico de Whistler em 13 de março.

## Medalhistas
| Medalha | Atletas sentadas      | Atletas em pé        | Deficientes visuais  |
| ------- | --------------------- | -------------------- | -------------------- |
| Ouro    | UKR Olena Iurkovska   | RUS Anna Burmistrova | GER Verena Bentele   |
| Prata   | RUS Maria Iovleva     | FIN Maija Loytynoja  | RUS Liubov Vasilyeva |
| Bronze  | UKR Lyudmyla Pavlenko | RUS Alena Gorbunova  | RUS Mikhalina Lysova |

## Agenda
| Dia         | Horário (UTC-8) | Categoria           | Fase  |
| ----------- | --------------- | ------------------- | ----- |
| 13 de março | 10:13           | Atletas sentadas    | Qual. |
| 13 de março | 10:40           | Atletas em pé       | Qual. |
| 13 de março | 11:23           | Deficientes visuais | Qual. |
| 13 de março | 12:50           | Atletas sentadas    | Final |
| 13 de março | 13:50           | Atletas em pé       | Final |
| 13 de março | 14:55           | Deficientes visuais | Final |

## Resultados

### Atletas sentadas (2,4 km)
| Pos.              | Nº | Atleta                   | Tempo (qual.) | Pos. | Tempo (final) | Diferença |
| ----------------- | -- | ------------------------ | ------------- | ---- | ------------- | --------- |
| Medalha de ouro   | 7  | UKR Olena Iurkovska      | 9:18.53       | 1 Q  | 9:55.5        |           |
| Medalha de prata  | 3  | RUS Maria Iovleva        | 9:52.97       | 3 Q  | 10:12.6       | +17.1     |
| Medalha de bronze | 8  | UKR Lyudmyla Pavlenko    | 9:32.57       | 2 Q  | 10:20.7       | +25.2     |
| 4                 | 5  | RUS Irina Polyakova      | 10:06.08      | 4 Q  | 11:59.3       | +2:03.8   |
| 5                 | 9  | UKR Svitlana Tryfonova   | 10:19.97      | 5 Q  | 13:01.1       | +3:05.6   |
| 6                 | 2  | GER Andrea Eskau         | 11:05.58      | 6 Q  | 13:50.5       | +3:55.0   |
| 7                 | 1  | UKR Tetyana Tymoshchenko | 13:01.30      | 7    |               |           |
| 8                 | 4  | RUS Svetlana Yaroshevich | 14:28.93      | 8    |               |           |
| 9                 | 6  | UKR Nadiia Stefurak      | 14:33.67      | 9    |               |           |

### Atletas em pé (3 km)
| Pos.              | Nº | Atleta                  | Tempo (qual.) | Pos. | Tempo (final) | Diferença |
| ----------------- | -- | ----------------------- | ------------- | ---- | ------------- | --------- |
| Medalha de ouro   | 9  | RUS Anna Burmistrova    | 9:44.78       | 1 Q  | 11:24.1       |           |
| Medalha de prata  | 12 | FIN Maija Loytynoja     | 11:07.63      | 3 Q  | 12:59.8       | +1:35.7   |
| Medalha de bronze | 2  | RUS Alena Gorbunova     | 10:57.47      | 2 Q  | 13:25.1       | +2:01.0   |
| 4                 | 6  | UKR Iuliia Batenkova    | 11:57.42      | 7 Q  | 13:34.5       | +2:10.4   |
| 5                 | 10 | POL Katarzyna Rogowiec  | 11:24.90      | 4 Q  | 13:36.3       | +2:12.2   |
| 6                 | 13 | UKR Oleksandra Kononova | 12:23.40      | 10 Q | 14:04.6       | +2:40.5   |
| 7                 | 8  | JPN Shoko Ota           | 11:54.94      | 6 Q  | 14:06.2       | +2:42.1   |
| 8                 | 5  | ITA Pamela Novaglio     | 11:36.69      | 5 Q  | 14:37.6       | +3:13.5   |
| 9                 | 11 | USA Kelly Underkofler   | 12:00.43      | 8 Q  | 14:39.0       | +3:14.9   |
| 10                | 4  | CAN Jody Barber         | 12:13.15      | 9 Q  | 14:41.2       | +3:17.1   |
| 11                | 1  | JPN Momoko Dekijima     | 12:59.58      | 11   |               |           |
| 12                | 3  | POL Arleta Dudziak      | 14:24.19      | 12   |               |           |
| 13                | 7  | POL Anna Mayer          | 20:57.01      | 13   |               |           |

### Deficientes visuais (3 km)
| Pos.              | Nº | Atleta                   | Tempo (qual.) | Pos. | Tempo (final) | Diferença |
| ----------------- | -- | ------------------------ | ------------- | ---- | ------------- | --------- |
| Medalha de ouro   | 11 | GER Verena Bentele       | 11:06.10      | 1 Q  | 12:51.8       |           |
| Medalha de prata  | 10 | RUS Liubov Vasilyeva     | 11:12.39      | 2 Q  | 13:23.4       | +31.6     |
| Medalha de bronze | 9  | RUS Mikhalina Lysova     | 11:27.38      | 3 Q  | 13:40.8       | +49.0     |
| 4                 | 5  | RUS Tatiana Ilyuchenko   | 11:46.25      | 4 Q  | 15:05.6       | +2:13.8   |
| 5                 | 8  | UKR Oksana Shyshkova     | 13:39.87      | 5 Q  | 16:43.6       | +3:51.8   |
| 6                 | 1  | CAN Robbi Weldon         | 14:19.65      | 6 Q  | 20:34.7       | +7:42.9   |
| 7                 | 2  | JPN Yurie Kanuma         | 14:26.51      | 7    |               |           |
| 8                 | 3  | DEN Anne-Mette Bredahl   | 14:41.20      | 8    |               |           |
| 9                 | 7  | CAN Courtney Knight      | 14:54.97      | 9    |               |           |
| 10                | 4  | FRA Nathalie Morin       | 15:00.95      | 10   |               |           |
| 11                | 6  | CAN Margarita Gorbounova | 16:11.15      | 11   |               |           |

## Legenda
| Q   | Classificado (Qualified)       |
| DNS | Não largou (Did not start)     |
| DNF | Não terminou (Did not finish)  |
| DSQ | Desclassificado (Disqualified) |